# Absolutely Live (Toto)
Absolutely Live är ett livealbum av gruppen Toto, utgivet i oktober 1993. Skivan är inspelat live under Kingdom of Desire-turnén, den första turnén Toto gjorde med Simon Phillips på trummor. Medverkade på turnén gjorde förutom bandmedlemmarna i Toto även Jenny Douglas-McRae, John James och Donna Mc Daniels på körsång samt John Jessel på keyboards och kör.

## Låtlista
Skiva ett
1. "Hydra" (Hungate, Kimball, Lukather, Paich, Porcaro, Porcaro) - 7:44
2. "Rosanna" (Paich) - 8:25
3. "Kingdom of Desire" (Kortchmar) - 8:02
4. "Georgy Porgy" (Paich) - 3:45
5. "99" (Paich) - 3:01
6. "I Won't Hold You Back" (Lukather) - 2:09
7. "Don't Stop Me Now" (Lukather, Paich) - 2:35
8. "Africa" (Paich, Porcaro) - 6:11

Skiva två
1. "Don't Chain My Heart" (Toto) - 7:21
2. "I'll Be Over You" (Goodrum, Lukather) - 5:38
3. "Home of the Brave" (Lukather, Paich, Webb, Williams) - 7:07
4. "Hold the Line" (Paich) - 10:44
5. "With a Little Help from My Friends" (Lennon, McCartney) - 10:08